# Batalha de Vystavka
A batalha de Vystavka foi a defesa da aldeia de Vystavka e várias aldeias vizinhas por forças aliadas contra uma série de ataques do Exército Vermelho durante a intervenção aliada na Guerra Civil Russa no final de janeiro e início de março de 1919.
Após a derrota na Batalha de Shenkursk, a guarnição aliada em Shenkursk caiu pela primeira vez para Shegovary cerca de 25 km do rio abaixo e, em seguida, mais 25 km à Vystavka, atingindo-o em 27 de janeiro. Eles prepararam defesas e resistiram a vários ataques do Exército Vermelho ao longo das próximas semanas. No início de março, depois de pesados bombardeios pelos bolcheviques, os aliados caiu para trás mais 5 km a jusante para Kitsa. Neste momento, o Exército Vermelho parou a sua ofensiva em frente ao rio Vaga. Foi o engajamento final da Guerra Civil Russa de envolver as forças canadenses, embora os confrontos continuaram com outros países aliados.